# Wang Yaping
Wang Yaping (en xinès simplificat: 王亞平, en xinès tradicional: 王亚平, en pinyin: Wáng Yàpíng) (nascuda el 27 de gener de 1980 a Yantai, província de Shandong, Xina) és una astronauta, pilot militar xinesa amb rang de coronel i vicepresidenta de la Federació Nacional de la Juventut. Va ser la segona dona astronauta nomenada pel CNSA, i la segona dona xinesa a l'espai.

## Carrera
El setembre de 1991 va ingressar a l'escola secundària de Yantai i el 1994 a l'institut Yantai Yizhong, on es va graduar el 1997. Aquell mateix any va ser admesa a l'Acadèmia de Vol de Changchun de la Força Aèria de l'Exèrcit Popular d'Alliberament i, a l'agost, es va incorporar a l'exèrcit. Wang Yaping és considerada juntament amb 37 pilots més, la setena generació de dones pilots de la Xina. Com a pilot de transport de la Força Aèria de Wuhan, ha participat en nombroses tasques: exercicis de preparació per al combat, assistència durant el gran terratrèmol de Wenchuan i durant els Jocs Olímpics de Beijing 2008, on va fer tasques d'eliminació de núvols i reducció de pluja. Després d'acumular 1600 hores de vol, va ser nomenada pilot de classe II de la Força Aèria. El maig de 2010, es va convertir oficialment en la segona astronauta Xinesa. En aquell moment, Wang era capitana de la Força Aèria de l'Armada d'Alliberament del Poble.
Va ser candidata a la missió espacial Shenzhou 9 el 2012. Tot i això, Liu Yang va ser finalment la seleccionada per ser la primera dona astronauta xinesa. Wang va ser nomenada substituta.
Wang es va convertir en la segona astronauta xinesa quan va pujar a l'espai l'11 de juny de 2013 a les 17:38 en la nau Shenzhou 10, que va orbitar la Terra, i que es va acoblar a l'estació espacial Tiangong-1. Des de llavors se la coneix com la "Deessa II". D'aquesta missió, va ser la primera membre en ser anunciada, a l'abril, mentre que la resta de la tripulació va ser anunciada al juny. Wang Yaping va ser, juntament amb Karen Nyberg (que durant l'efemèride es trobava a l'Estació Espacial Internacional), una de les dues dones a l'espai durant el 50è aniversari del vol de Valentina Tereshkova a la Vostok 6, la primera vegada que una dona va pujar a l'espai. Mentre es trobava a bord de la Tiangong-1, Wang va portar a terme experiments científics i va ensenyar una lliçó de física als estudiants xinesos mitjançant una retransmissió en directe a la televisió. La seva missió va acabar a les 8 del matí del 26 de juny de 2013, moment en què la Shenzhou 10 va aterrar a la Mongòlia Interior, Xina. A les 9:39, Wang Yaping va ser la segona en sortir de la càpsula. En l'actualitat té el rang de coronel de la Força Aèria i pot fer volar quatre models d'avió.
El 26 de juliol de 2013, el Comitè Central del Partit Comunista de Xinès, el Consell d'Estat i la Comissió Militar Central van concedir-li el títol honorífic d'"Heroi Astronauta" i li van atorgar la "Medalla al Mèrit Aeroespacial de tres nivells". El 25 de gener de 2018, juntament amb altres 11 astronautes incloent Yang Liwei, Nie Haisheng, Fei Junlong, Jing Haipeng, Zhai Zhigang, Liu Boming, Chen Dong, Deng Qingming, Zhang Xiaoguang, Liu Wang i Liu Yang va ser guardonada amb el títol de "Model dels Temps".

## Vida política
El maig de 2000 es va incorporar al Partit Comunista de Xinès.
El juliol del 2015 es va celebrar a Pequín la 12a Comissió Nacional de la Federació Juvenil, on Yaping va ser elegida vicepresidenta de la dotzena Federació Nacional de Joventut.
Wang Yaping va ser elegida per a un mandat de cinc anys com a diputada al Congrés Nacional del Poble el març de 2018.

## Vida personal
Segons l'informe oficial de la Shenzhou 10, la data de naixement de Wang Yaping és el gener de 1980, que no coincideix amb la de l'informe de la Shenzhou 9, segons el qual va néixer l'abril de 1978.
Wang està casada, un requeriment per a totes les dones membres del programa espacial Xinès, ja que, segons un ex-funcionari existeix la preocupació que els viatges espacials puguin afectar la fertilitat de les dones. Tot i això, aquest requeriment ha sigut desmentit pel director del Centre d'Astronautes de la Xina, que afirma que es tracta d'una preferència però no d'una limitació estricta.